# 河津祐之

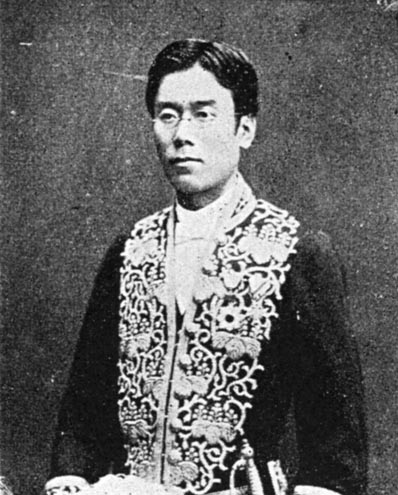
河津祐之

河津 祐之（かわづ すけゆき、嘉永2年4月8日（1849年4月30日） - 明治27年（1894年）7月12日）は、明治時代前期の官僚。元老院書記官、大阪控訴院検事長、名古屋控訴裁判所検事長、司法大書記官、司法省刑事局長、逓信次官などを歴任。東京法学校（現法政大学）校長。通称は四郎。

## 経歴

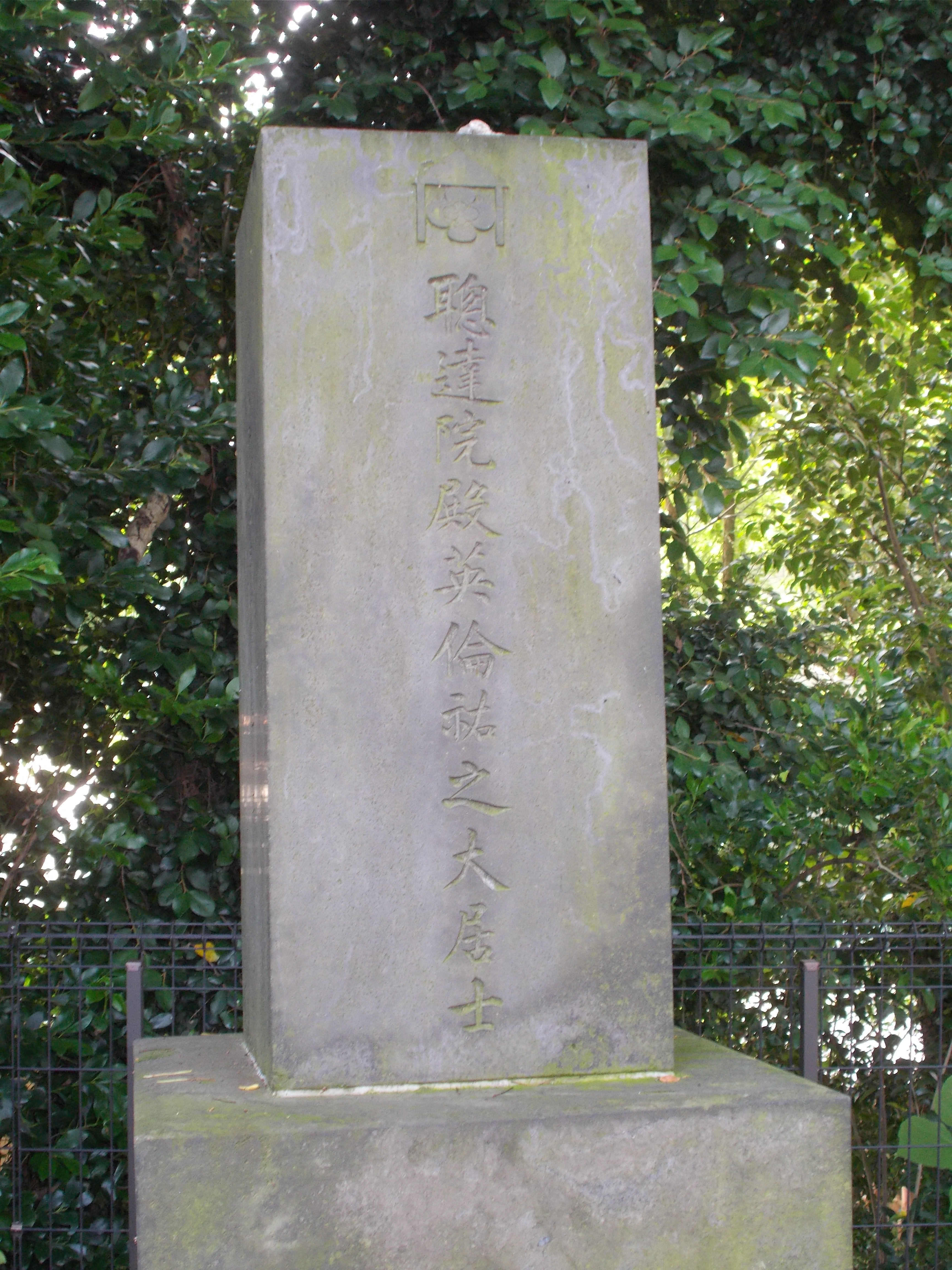
河津祐之の墓（玉林寺）

嘉永2年（1849年）4月8日に三河国西端藩の藩士である黒澤家に生まれる。幼名は孫次郎（孫四郎）。長じて幕臣である河津祐邦の娘婿となり、河津家の家督を継いで河津祐之と改名。
文久2年（1862年）から江戸幕府の洋書調所（翌年開成所へ改称、東京大学の源流）で教育を受け、また箕作麟祥の門下となって学問を修め、慶応2年（1866年）、幕府の外国方翻訳掛となる。その後、『和英対訳辞書』などを出版して、語学の天才と言われた。
明治時代になってからは、明治3年（1870年）3月から大学南校（現東京大学）に出仕し、同7年（1874年）9月まで文部関係の官吏として文部中教授、文部省学制取調掛などを歴任。明治4年（1871年）12月から箕作麟祥の下で、学制の起草にあたり、明治5年（1872年）5月から教育制度調査のためフランスに留学。明治6年（1873年）以降に文部省から刊行された『仏国学制』の翻訳者を務めた。
明治8年（1875年）6月から同12年（1879年）まで元老院書記官となり、ボアソナードを援け法典調査・起草などに参与。明治13年（1880年）11月に検事となり、大阪控訴院・名古屋控訴裁判所（現在の高等裁判所）の検事長を務め、同15年（1882年）8月に退官。また、同時期には嚶鳴社に入り、民権思想を広める活動も行なった。
退官後は自由党に参加。『日本立憲政党新聞』（現毎日新聞）の主幹となり、明治18年（1885年）6月まで在社。
その後、再び官界に戻り、1886年（明治19年）2月、司法大書記官となり、3月に司法省刑事局長となった。刑事局長時代には、東京法学校（現法政大学）の校長に就任して、東京仏学校との合併による和仏法律学校設立に従事した。1890年（明治23年）に勅任官。1891年（明治24年）の大津事件（日本を訪問中のロシア帝国皇太子・ニコライ暗殺未遂事件）に際しては、司法省刑事局長として対応にあたった。同年7月23日には逓信次官となったが、1893年（明治26年）3月、病気療養のため退官した。
療養に努めるが、翌年（1894年）7月12日に死去。享年46。墓は東京都台東区谷中の玉林寺にある。法名は総達院殿英倫祐之大居士。

## 栄典・授章・授賞
位階
- 1890年（明治23年）8月6日 – 従四位[7]

勲章等
- 1886年（明治19年）11月30日 - 勲六等単光旭日章[8]
- 1890年（明治23年）12月26日- 勲五等瑞宝章[9]
- 1892年（明治25年）6月29日 - 勲四等瑞宝章[10]

## 家族・親族
長男の暹（すすむ）は経済学者で東京帝国大学経済学部教授となった。なお暹の三男で東京大学工学部教授の祐元の子も曾祖父と同名の「祐之」である。

## 著書
- 『英仏百年戦記』（松栢堂、1876年）

## 翻訳書
- コルリール（Collier）・フランシス（William Francis）著 『西洋易知録』（知新館、1869年）
- 『仏国学制』（文部省、1873-1876年）
- ミギェ−（François Mignet）著 『仏国革命史』（加納久宣、1876-1878年）[1][2]
- フランク（Adolphe Franck）著 『修身原論』（文部省編輯局、1884年）
- オルトラン（Joseph Ortolan）著 『仏国刑法精義』（岡崎高厚、1884年）